# Jette Sørensen
Jette Sørensen, née le 25 mars 1961 à Odense, est une rameuse d'aviron danoise.

## Palmarès

### Jeux olympiques
- 1984 à Los Angeles
  -  Médaille de bronze en quatre sans barreur[1]